# دايانا يستريمسكا
دايانا يستريمسكا هي لاعبة كرة مضرب أوكرانية، أفضل ترتيب لها هو ال 21 فازت بتسع ألقاب 6 فردي و3 في الزوجي.
اهلا وسهلا 

## روابط خارجية
- دايانا يستريمسكا على موقع رابطة محترفات التنس (الإنجليزية)
- دايانا يستريمسكا على موقع الاتحاد الدولي لكرة المضرب (الإنجليزية)
- دايانا يستريمسكا على موقع كأس بيلي جين كينغ (الإنجليزية)
- دايانا يستريمسكا على موقع بطولة ويمبلدون (الإنجليزية)
- دايانا يستريمسكا على موقع خلاصة التنس.كوم (الإنجليزية)
- دايانا يستريمسكا على موقع إي إس بي إن.كوم (الإنجليزية)
- دايانا يستريمسكا على موقع أوليمبيديا (الإنجليزية)